# Femina
Femina é um álbum do músico português, The Legendary Tiger Man.
O álbum é constituído por duetos, todas convidadas femininas. Contém originais do músico e covers. Foi editado em edição limitada um DVD com "making-of" do álbum ("On The Road To Femina", de Jorge Quintela), o teledisco de "Life aint enough for you" e seis exercícios, misto de vídeo musical e curta-metragem, realizadas em Super 8 por Paulo Furtado, ou seja, o Tigerman ele próprio.

## Faixas
1. Life Ain't Enough For You - Asia Argento
2. These Boots Are Made For Walking (Lee Hazlewood) - Maria de Medeiros
3. She's a Hellcat - Peaches
4. No Way To Leave On a Sunday Night - Becky Lee
5. Lonesome Town (Baker Knight) - Rita Redshoes
6. Radio & TV Blues - Cais Sodré Cabaret
7. The Saddest Thing To Say - Lisa Kekaula
8. My Stomach Is The Most Violent of All of Italy - Asia Argento
9. Light Me Up Twice - Cláudia Efe
10. & Then Came The Pain - Phoebe Killdeer
11. I Just Wanna Know (What We're Gonna Do) - Cibelle
12. Old Fashioned Man (Becky Lee) - Becky Lee and Drunk Foot
13. Hey, Sister Ray - Rita Redshoes
14. Thirteen (Danzig) - Mafalda Nascimento ^
15. True Love Will Find You In The End (Daniel Johnston) - Cibelle ^

- (^) Faixas bónus.